# Morton Gould
Morton Gould (* 10. Dezember 1913 in Richmond Hill, Long Island; † 21. Februar 1996 in Orlando, Florida) war ein US-amerikanischer Komponist, Dirigent und Pianist.

## Leben und Wirken
Gould studierte am Institute of Musical Art (heute Juilliard School of Music) und an der New York University bei Abby Whiteside Klavier und bei Vincent Jones Komposition. Zunächst arbeitete er beim Rundfunk und war Pianist für die Sendung Radio City Music Hall. 1934 war er Arrangeur und Dirigent einer Serie von Orchesterprogrammen für WOR Mutual Radio. Er erreichte große Popularität mit seinen Radioprogrammen und wurde in den Vereinigten Staaten von Amerika bekannt, insbesondere in den Jahren nach 1940 gaben seine Programme Cresta Blanca Carnival und The Chrysler Hour (CBS) dazu die „Initialzündung“.  
Gould komponierte Broadway-Stücke (Billion Dollar Baby, Arms and the Girl), Filmmusik (Delightfully Dangerous, Cinerama Holiday, Windjammer), Musik für das Fernsehen (Holocaust, die CBS-Dokumentation World War One) und Ballette (Interplay, Fall River Legend und I'm Old Fashioned). 
Gould verarbeitete in seinen Werken Elemente der Folklore, des Jazz, Blues und der Gospelmusik. 1936 wurde sein Choral und Fuge in Jazz von Leopold Stokowski uraufgeführt. Für Los Romeros und das San Diego Symphony Orchestra schrieb er in den späten 1960er Jahren die Troubadour Music.
Als Dirigent leitete Gould sowohl alle großen US-amerikanischen Orchester als auch Orchester in Kanada, Mexico, Europa, Japan und Australien.
Morton Gould war von 1986 bis 1994 Präsident der Verwertungsgesellschaft American Society of Composers, Authors, and Publishers (ASCAP, vergleichbar mit der deutschen GEMA). Ihm zu Ehren schuf die Gesellschaft zur Förderung jugendlicher Komponisten den jährlich ausgeschriebenen Morton Gould Young Composer Awards .

## Auszeichnungen
- 1996 - Wahl zum Mitglied der American Academy of Arts and Letters[2]
- 1995 - Pulitzer-Preis für seine Komposition Stringmusic.

## Werke (Auswahl)

### Werke für Orchester
- 1933 Symphonette 4 (Latin-American)
  1. Rhumba
  2. Tango
  3. Guaracha
  4. Conga
- 1939 Foster Gallery
- 1947 American Salute
- 1976 American Ballads, Settings of American Tunes for Orchestra
- American Caprice

### Werke für Blasorchester
- 1938 Movement I from "Symphonette No. 2"
- 1938 Pavanne from "Symphonette No. 2"
- 1941 Jericho (Rhapsody for Band)
- 1943 Concertette for Viola and Band
  1. Brisk
  2. Blues
  3. Dance
  4. Finale
- 1943 Fanfare for Freedom for Wind Ensemble
- 1946 Ballad for Band
- 1947 The First Thanksgiving from "Holiday Music"
- 1947 Fourth of July from "Holiday Music"
- 1947 Easter Morning from "Holiday Music"
- 1947 Halloween from "Holiday Music"
- 1947 Home for Christmas from "Holiday Music"
- 1949 Serenade of Carols - movement II
- 1949 Serenade of Carols - movement III
- 1950 Big City Blues
- 1951 Horseless Carriage Galop from "Family Album"
- 1952 Symphony No. 4 - Symphony for Band (West Point Symphony)
- 1953 Inventions
- 1954 Buckaroo Blues
- 1955 Derivations for Solo Clarinet and Dance Band
- 1955 Cinerama March from "Cinerama Holiday"
- 1955 On the Boulevard from "Cinerama Holiday"
- 1955 Skier's Waltz from "Cinerama Holiday"
- 1955 Souvenirs of Paris from "Cinerama Holiday"
- 1955 Old Romance from "Family Album"
- 1956 Santa Fe Saga
- 1956 Soft Shoe Serenade from "Hoofer Suite"
- 1957 Café Rio
- 1958 Saint Lawrence Suite
- 1958 Windjammer - Highlights
- 1962 Prisms
- 1964 Formations
- 1964–1965 Dramatic Fanfares from CBS-TV documentary "World War I"
- 1964–1965 Prologue - from CBS-TV documentary "World War I"
- 1964–1965 Revolutionary Prelude from CBS-TV documentary "World War I"
- 1964–1965 Royal Hunt from "Sarajevo Suite"
- 1964–1965 Royal March from "Sarajevo Suite"
- 1966 Salutations
- 1967 Columbian Fanfares
- 1968 Mini-Suite for Band
- 1976 Hymnal - on "We Shall Overcome" from "American Ballads"
- 1976 Memorials - on "Taps" from "American Ballads"
- 1976 Saratoga Quickstep - on "The Girl I Left Behind" from "American Ballads"
- 1979 Cheers! - A Celebration March
- 1980 Holocaust Suite (from the NBC-TV series) for Band
  1. Main Theme
  2. Kristallnacht
  3. Berta and Joseph
  4. Babi Yar
  5. Liberation
  6. Elegy
- 1980 Prologue from "Holocaust Suite"
- 1983 Centennial Symphony - Gala for Band
- 1983 Fiestas from "Centennial Symphony"
- 1983 Gala
- 1991 Festive Fanfare
- 1991 Hail to a First Lady
- 1994 Global Greetings for Symphonic Band
- 1995 Remembrance Day (Soliloquy for a Passing Century)
- American symphoniette no. 2
  1. Moderately fast (with vigor and bounce)
  2. Pavanne - Allegretto
  3. Very fast - racy
- American salute
- Cowboy Rhapsodie
- Music for the Leathernecks
- Overture from "Folk Suite"
- Revolution Prelude
- West Point Symphony
- American Patrol for 3 Bands
- Overture from "Folk Suite"
- Yankee Doodle

### Bühnenwerke
- 1945 Interplay (American Concertette) Ballett
- 1947 Fall River Legend Ballett in einem Akt
- 1952 Tap Dance Concerto
- 1956 Hoofer Suite
- 1964 Formations
- 1983 I'm Old Fashioned, Astaire Variations Ballett
- 1969–1983 Audubon (Birds of America) Ballett
- 1992 The Jogger and the Dinosaur